# Kwame Dawes

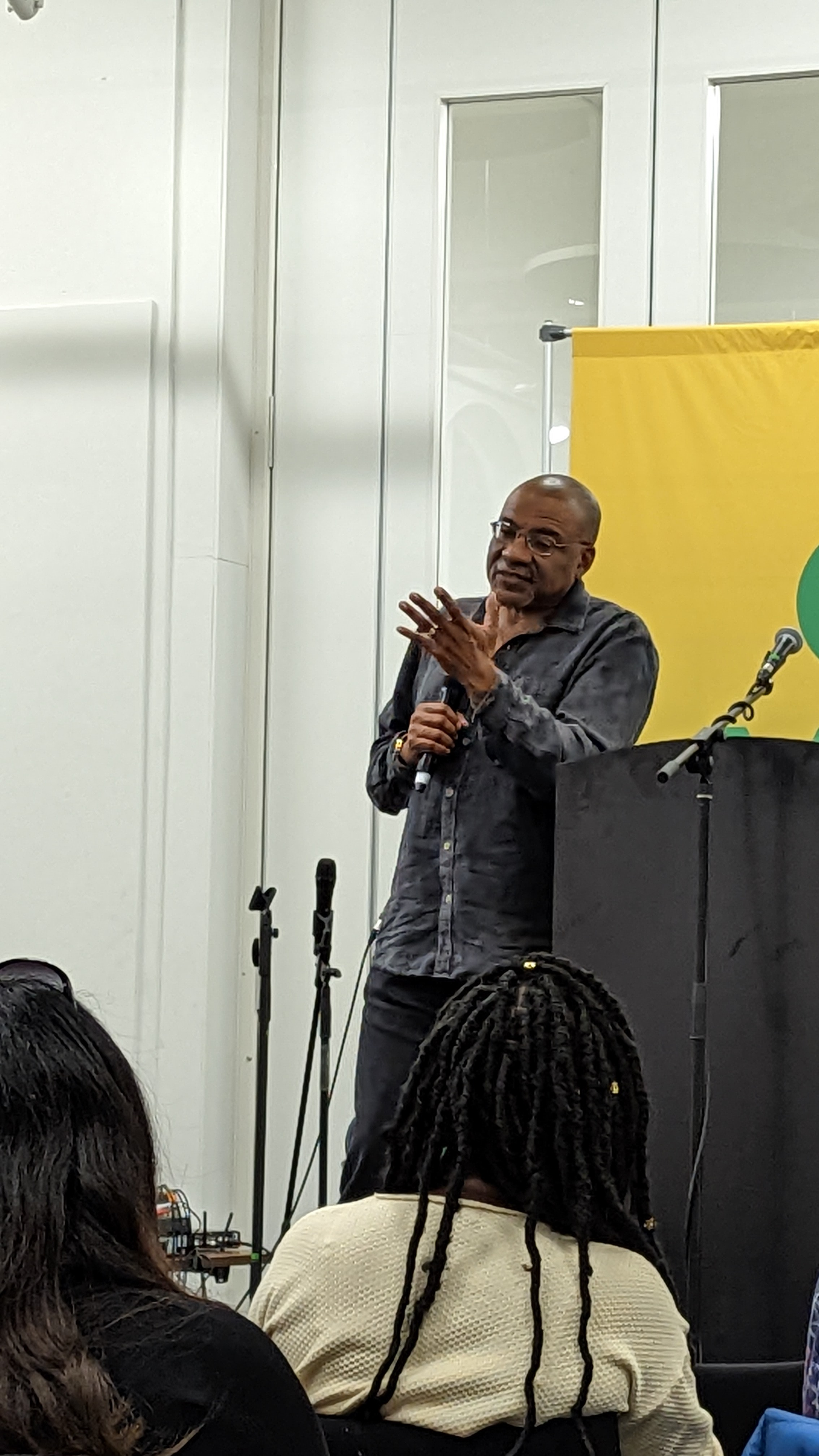
Kwame Dawes (2022)

Kwame Senu Neville Dawes (* 28. Juli 1962 in Ghana) ist ein jamaikanischer Schriftsteller, Literaturkritiker, Hochschullehrer und Herausgeber, der hauptsächlich in den Vereinigten Staaten wirkt.

## Leben
Dawes wurde 1962 als Sohn der Sozialarbeiterin und Bildhauerin Sophia Dawes und des Schriftstellers und marxistisch gesinnten politischen Aktivisten Neville Dawes († 1983) in Ghana geboren. Neun Jahre nach seiner Geburt zog die Familie zurück in das Geburtsland seines Vaters, Jamaika, wo seinem Vater eine leitende Stelle am Institute of Jamaica angeboten worden war. In Kingston wuchs Dawes unter anderem unter dem Einfluss des Reggae auf. Er absolvierte zunächst ein Bachelor-Studium der Anglistik an der University of the West Indies, das er 1983 abschloss. Danach setzte er seine akademische Ausbildung fort und erhielt 1992 von der University of New Brunswick einen Ph.D. in Komparatistik. Anschließend war er bis 2012 Anglistikprofessor und poet-in-residence der University of South Carolina, eine Zeit, in der sich Dawes auch als Schriftsteller etablieren konnte. 1996 erhielt er für sein schriftstellerisches Werk ein Stipendium der South Carolina Arts Commission. 2012 wechselte er als Anglistikprofessor an die University of Nebraska-Lincoln, wo er auch Herausgeber des Literaturmagazins Prairie Schooner wurde. Während seiner Zeit in South Carolina war er in leitender Funktion in der South Carolina Poetry Initiative aktiv, in Nebraska gründete er African Poetry Book Fund zur Förderung afrikanischer Dichter. 2021 wurde er Teil des Lyrikprojektes American Life in Poetry, welches Gedichte in Form von Kolumnen an US-Tageszeitungen vertreibt. Ferner ist er Gründungsdirektor des jamaikanischen Literaturfestivals Calabash International Literary Festival.
Dawes’ Debüt als Poet, die Gedichtsammlung Progeny of Air, setzte sich mit dem Thema Erinnerung auseinander, seine zweite Anthologie Resisting the Anomie und das spätere Werk idlands behandelten seine internationale Identität. Anschließende Werke standen unter anderem im Zeichen seiner Auseinandersetzung mit dem Kolonialismus, griffen aber auch Aspekte des Lebens in seiner damaligen Heimat South Carolina sowie das zeitgenössische Leben in Jamaika auf. Für eine Online-Dokumentation über AIDS auf Jamaika erhielt er 2009 einen Emmy Award. 1999 veröffentlichte er mit Natural Mysticism: Towards a New Reggae Aesthetic eine Abhandlung zur karibischen Literatur auf Basis seiner Biografie, gefolgt von der Anthologie Talk Yuh Talk, in der Dawes Gespräche mit mehreren karibischen Dichtern publizierte. 2001 erschien das von der Talawa Theatre Company in Auftrag gegebene Theaterstück One Love, ein Jahr später publizierte er eine literaturwissenschaftliche Abhandlung zur Poesie Bob Marleys. 2007 veröffentlichte Dawes mit She’s Gone erstmals einen Roman. Ferner stellte er auch mehrere Anthologien mit Werken anderer Autoren zusammen.

## Ehrungen
- 1994: Hugh T. Stoddard Sr. Award der University of South Carolina[2]
- 1994: Forward Poetry Prize in der Kategorie Debüt-Gedichtsammlung für Progeny of Air (1994)[2]
- 2001: Hollis Summers Poetry Prize für Midlands[2]
- 2001: Pushcart Prize für das Gedicht Inheritance[2]
- 2003: Commonwealth Writers’ Prize in der Region Caribbean and Canada in der Kategorie Best First Book[5]
- 2004: Musgrave-Medaille in Silber für Beiträge zur Kunst in Jamaika[6]
- 2008: Hurston/Wright Legacy Award for Best Fiction Debut für She’s Gone[2]
- 2008: Elizabeth O’Neill Verner Governor’s Award[6]
- 2009: Aufnahme in die South Carolina Academy of Authors[2]
- 2009: Emmy Award in der Kategorie New Approaches to News and Documentary für LiveHopeLove.com
- 2009: Webby Award in der Kategorie Websites and Mobile Sites – Best Visual Design für Hope: Living and Loving with HIV in Jamaica[7]
- 2011: Barnes & Noble Writers for Writers Award[2]
- 2012: Guggenheim Fellowship[2]
- 2013: Paul Engle Prize[8]
- 2018: Wahl zum Chancellor der Academy of American Poets[9]
- 2019: Windham–Campbell Literature Prize in der Kategorie Poetry[10]
- 2022: Brittle Paper’s Literary Person of the Year[3]
- 2022: Commander des Order of Distinction[6]
- 2025: Mitglied der American Academy of Arts and Sciences

## Werke
Gedichtsammlungen
- Progeny of Air. Peepal Tree Press, Leeds 1994, ISBN 0-948833-68-8.
- Resisting the Anomie. Goose Lane Editions, Fredericton 1995, ISBN 0-86492-147-0.
- Prophets. Peepal Tree Press, Leeds 1995, ISBN 0-948833-85-8.
- Requiem. Peepal Tree Press, Leeds 1996, ISBN 1-900715-07-4.
- Jacko Jacobus. Peepal Tree Press, Leeds 1996, ISBN 1-900715-06-6.
- Shook Foil. Peepal Tree Press, Leeds 1997, ISBN 1-900715-14-7.
- Map-Maker. Smith/Doorstop Books, Sheffield 2000, ISBN 1-902382-18-8.
- Midlands. Ohio University Press, Athens 2001, ISBN 0-8214-1355-4.
- New and Selected Poems: 1994–2002. Peepal Tree Press, Leeds 2003, ISBN 1-900715-70-8.
- Bruised Totems: Poems Based on the Bareiss Family Collection of African Art. UW-Madison Libraries Parallel Press, Madison 2004, ISBN 1-893311-48-1.
- I Saw Your Face. Dial Books, New York City 2004. Mit Bildern von Tom Feelings und einem Nachwort von Jerry Pinkney. ISBN 978-0-8037-1894-4
- Brimming. Stepping Stone Press, 2006. Mit Bildern von Brian Rutenberg.
- Wisteria: Twilight Poems from the Swamp Country. Red Hen Press, Pasadena 2006, ISBN 1-59709-059-X.
- Gomer’s Song. Akashic Books, Brooklyn 2007, ISBN 978-1-933354-44-6.
- Impossible Flying. Peepal Tree Press, Leeds 2007, ISBN 978-1-84523-039-5.
- Hope’s Hospice and Other Poems. Peepal Tree Press, Leeds 2009. Mit Bildern von Joshua Cogan. ISBN 978-1-84523-078-4
- Back of Mount Peace. Peepal Tree Press, Leeds 2010, ISBN 978-1-84523-124-8.
- Wheels. Peepal Tree Press, Leeds 2011, ISBN 978-1-84523-142-2.
- Duppy Conqueror: New and Selected Poems. Copper Canyon Press, Port Townsend 2013, ISBN 978-1-55659-423-6.
- mit John Kinsella: Speak from Here to There: A Cycle of Poems. Peepal Tree Press, Leeds 2016. ISBN 978-1-84523-319-8
- City of Bones: A Testament'. Northwestern University Press, Evanston 2017, ISBN 978-0-8101-3463-8.
- mit John Kinsella: A New Beginning: A Poem Cycle. Peepal Tree Press, Leeds 2018. ISBN 978-1-84523-424-9
- Nebraska: Poems. University of Nebraska Press, Lincoln 2019, ISBN 978-1-4962-2123-0.

Literaturwissenschaftliche Abhandlungen
- Natural Mysticism: Towards a New Reggae Aesthetic. Peepal Tree Press, Leeds 1999, ISBN 1-900715-22-8.
- Bob Marley: Lyrical Genius. Sanctuary Publishing, London 2002, ISBN 1-86074-433-8.

Theaterstücke
- One Love. Methuen Publishing, London 2001, ISBN 0-413-76530-X.

Kurzgeschichtensammlungen
- A Place to Hide and Other Stories. Peepal Tree Press, Leeds 2002, ISBN 1-900715-48-1.

Autobiografische Sachtexte
- A Far Cry from Plymouth Rock: A Personal Narrative. Peepal Tree Press, Leeds 2006, ISBN 1-84523-025-6.

Prosa
- She’s Gone. Akashic Books, Brooklyn 2007, ISBN 978-1-933354-18-7.
- Bivouac. Peepal Tree Press, Leeds 2010, ISBN 978-1-84523-105-7.

Herausgeberschaften
- Wheel and Come Again: An Anthology of Reggae Poems. Goose Lane Editions, Fredericton 1998, ISBN 0-86492-199-3.
- Talk Yuh Talk: Interviews with Anglophone Caribbean Poets. University of Virginia Press, Charlottesville 2000, ISBN 0-8139-1945-2.
- Home Is Where: An Anthology of African American Poetry from the Carolinas. Hub City Press, Spartanburg 2001, ISBN 1-891885-80-4.
- _South Carolina Poetry Fellows. Hub City Press, Spartanburg 2005, ISBN 1-891885-39-1.
- Red: Contemporary Black British Poetry. Peepal Tree Press, Leeds 2010, ISBN 978-1-84523-129-3.
- mit Colin Channer: So Much Things to Say: 100 Poets from the First Ten Years of the Calabash International Literary Festival. Akashic Books, Brooklyn 2010. ISBN 978-1-936070-07-7.
- Seven Strong: A South Carolina Poetry Book Prize Reader, 2006-2012. University of South Carolina Press, Columbia 2012, ISBN 978-1-61117-093-1.
- Jubilation! Poems Celebrating 50 Years of Jamaican Independence. Peepal Tree Press, Leeds 2012, ISBN 978-1-84523-204-7.
- mit Jeremy Poyting: Hold Me to an Island: Caribbean Place: An Anthology of Writing. Peepal Tree Press, Leeds 2013. ISBN 978-1-84523-163-7.
- mit Marjory Wentworth: Seeking: Poetry and Prose Inspired by the Art of Jonathan Green. University of South Carolina Press, Columbia 2013, ISBN 978-1-61117-091-7.
- A Bloom of Stones: A Tri-lingual Anthology of Haitian Poems After the Earthquake. Peepal Tree Press, Leeds 2016, ISBN 978-1-84523-192-7.
- mit Matthew Shenoda: Bearden’s Odyssey: Poets Respond to the Art of Romare Bearden. Northwestern University Press, Evanston 2017. ISBN 978-0-8101-3489-8.